# 硬腭擠喉音
硬腭擠喉音（Palatal ejective）是一種輔音，出現於一些口語中。國際音標將此音記作⟨cʼ⟩，其對應的X-SAMPA音標為c`_>。

## 特徵
硬腭擠喉音的特徵包括：
- 調音方法是閉塞，也就是說通過阻礙空氣在聲道流動來調音。由於此輔音也是一個口腔輔音，故氣流被完全地阻塞住，而形成一個塞音。

- 調音部位是硬腭，即其以將舌頭中間或背部升至硬腭來發音。
- 發聲類型是清音，意味着發音時聲帶並不顫動。
- 本輔音是口腔輔音（口音），表示調音時空氣只從口裡流出。
- 本輔音為中央輔音，調音時氣流在口腔的中央流過舌面，而不從兩側流過。
- 氣流機制是擠喉音，通過將聲門向上擠壓而將空氣排出。

## 出現於
此音主要出現在一些美洲原住民的語言中。有時此音會和[tʃʼ]對立。以下為擁有此音的語言：
- 海達語[1]
- 加嘎魯語（英语：Jaqaru language）[2]
- 廷地語（英语：Tindi language）（一種高加索語言）
- 努語（英语：Nǁng language）（一種科依桑語言）

## 外部鏈結
- 在PHOIBLE上搜尋含有[cʼ]的語言